# Corrado Sanguineti

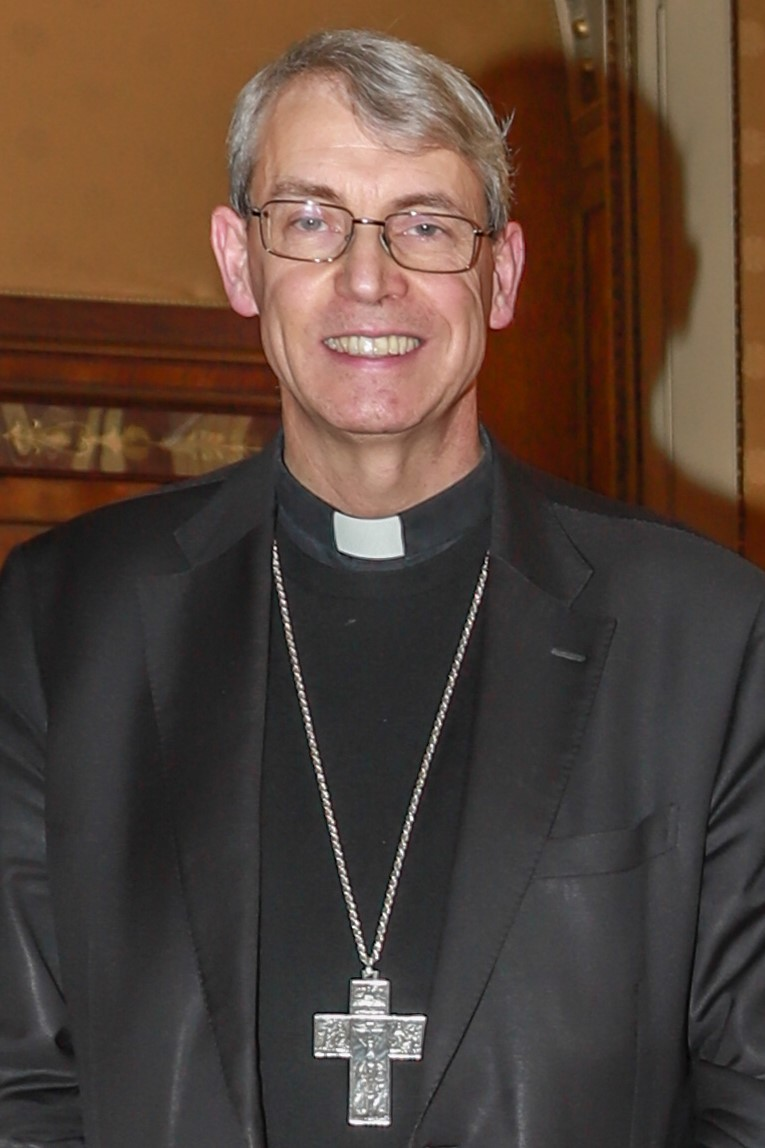
Bischof Corrado Sanguineti (2020)

Corrado Sanguineti (* 7. November 1964 in Mailand, Italien) ist ein italienischer Geistlicher und römisch-katholischer Bischof von Pavia.

## Leben

Bischofswappen

Corrado Sanguineti empfing am 30. Oktober 1988 durch Bischof Daniele Ferrari das Sakrament der Priesterweihe für das Bistum Chiavari.
Am 16. November 2015 ernannte ihn Papst Franziskus zum Bischof von Pavia. Der Erzbischof von Genua, Angelo Kardinal Bagnasco, spendete ihm am 9. Januar des folgenden Jahres die Bischofsweihe. Mitkonsekratoren waren der Bischof von Chiavari, Alberto Tanasini, und sein Amtsvorgänger Giovanni Giudici. Die Amtseinführung im Bistum Pavia fand am 24. Januar 2016 statt.